# Aeroporto de Ouricuri

Localização Ouricuri - Cidade

O Aeroporto de Ouricuri (IATA: ***, ICAO: SNOY) é um aeroporto localizado na cidade de Ouricuri, no estado de Pernambuco. Situado a 574 quilômetros da capital Recife.

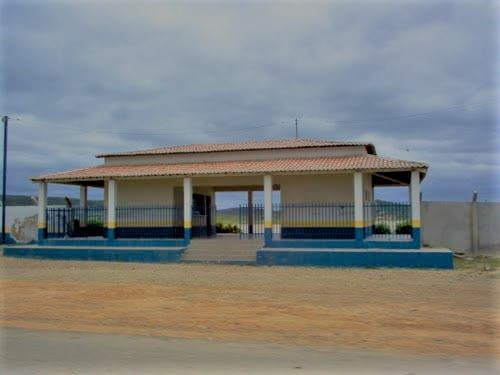
Aeroporto de Ouricuri